# Indische egel
De Indische egel (Paraechinus micropus)  is een zoogdier uit de familie van de egels (Erinaceidae). De wetenschappelijke naam van de soort werd voor het eerst geldig gepubliceerd door Blyth in 1846.

## Kenmerken
De vachtkleur loopt sterk uiteen, van bijna zwart tot witachtig. Melanistische en albinotische vormen komen in het wild vrij vaak voor, evenals bruin-en-geel gestreepte dieren. De lengte bedraagt 14 tot 23 cm, met een staart van 1 tot 4 cm en een gewicht van 300 tot 450 gram.

## Leefwijze
Dit dier is aangepast aan het leven in woestijnen, droge struwelen en graslanden. In erg droge of anderszins moeilijke tijden wordt een rustperiode ingelast. Zijn nest bevindt zich vaak in een natuurlijke holte, zoals een rotsspleet, maar soms neemt het dier zich zelf de moeite om voor dat doel zelf een hol te graven. Zijn voedsel bestaat uit insecten, schorpioenen, andere kleine dieren, eieren en aas, dat door het dier vaak wordt verplaatst naar geheime bergplaatsen, om dit bij een latere gelegenheid naar zijn nest over te brengen.

## Voortplanting
Per worp wordt vaak maar 1 jong geboren, soms 2.

## Voorkomen
De soort komt voor in India en Pakistan.

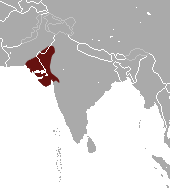
Verspreidingsgebied